# Benito Juárez, Soto la Marina
Benito Juárez är en ort i Mexiko.   Den ligger i kommunen Soto la Marina och delstaten Tamaulipas, i den östra delen av landet, 500 km norr om huvudstaden Mexico City. Benito Juárez ligger 5 meter över havet och antalet invånare är 180.
Terrängen runt Benito Juárez är mycket platt. Havet är nära Benito Juárez åt nordost.  Närmaste större samhälle är Sector Vista Hermosa, 3,9 km väster om Benito Juárez. Trakten runt Benito Juárez består till största delen av jordbruksmark.